# 丝芙兰

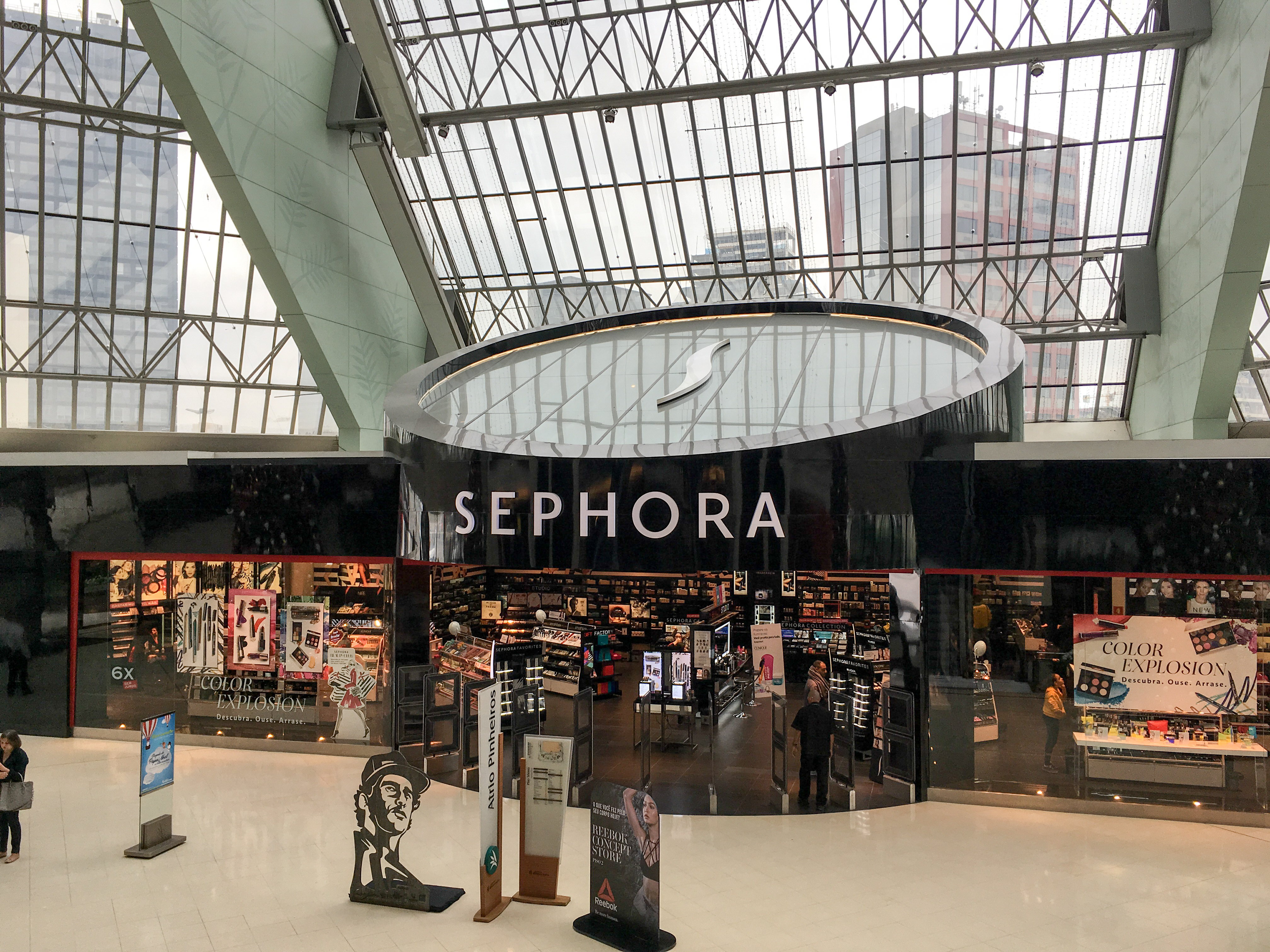
巴西聖保羅Eldorado購物中心的SEPHORA分店

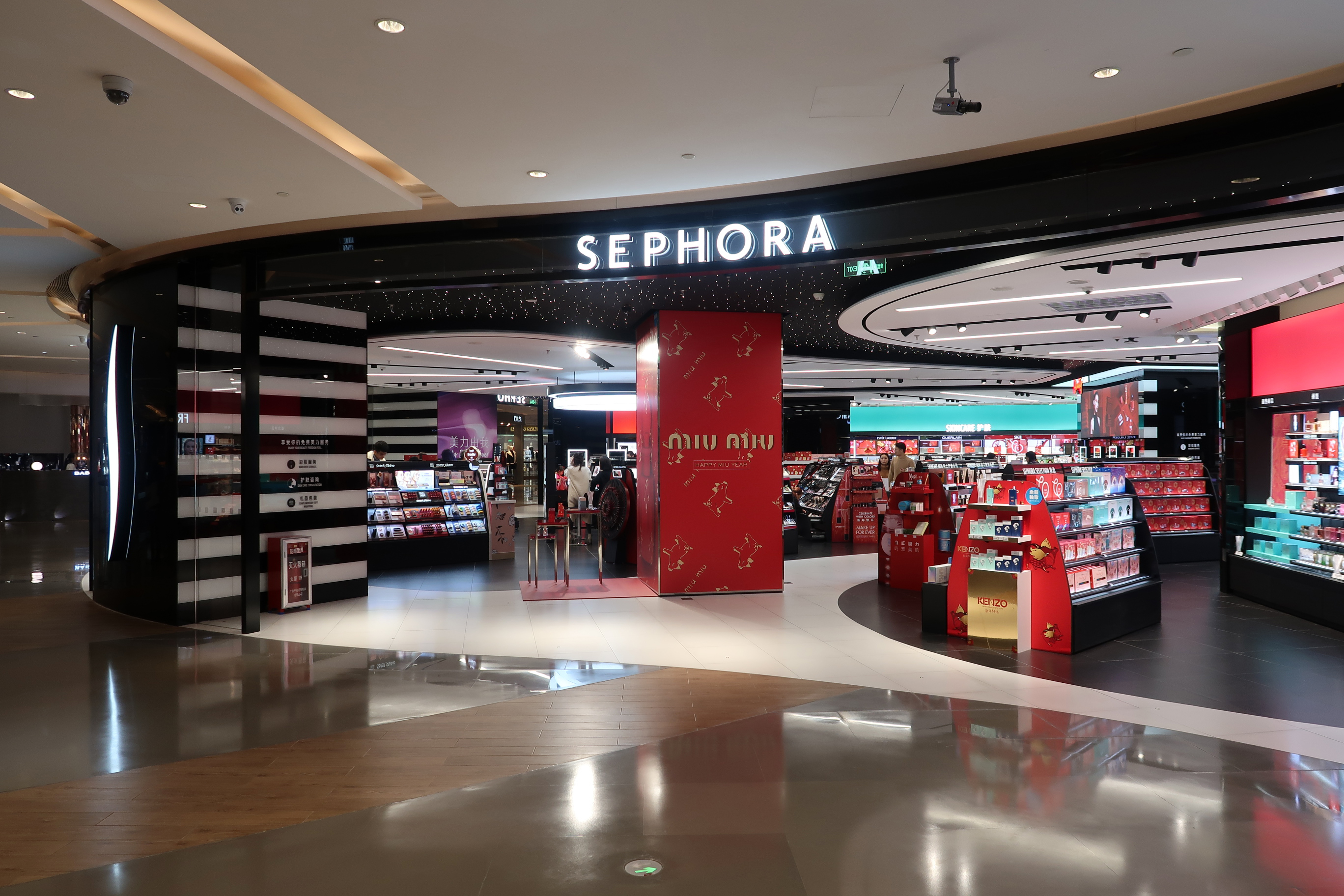
中國K11廣州的SEPHORA分店

絲芙蘭（SEPHORA）於1970年在法國巴黎成立，主營連鎖化妝品店鋪，1997年併入酩悅·軒尼詩－路易·威登集團（LVMH - Moët Hennessy · Louis Vuitton S.A.）。其北美總部位於舊金山，在紐約及蒙特利爾設有辦事處。

## 概況
Sephora一名源於"sephos"（希臘語，意為“美麗”）與Zipporah（亦作Σεπφώρα）的合併，後者系《出埃及記》中擁有絕世容顏的摩西之妻的名諱。 Sephora的標識為一朵躍動於黑色背景中的"S"形火焰。
2014年11月18日，一項針對Sephora及母公司LVMH的訴訟被提起，指控其經營中存在種族歧視傾向，即主觀定性亞裔消費者為“折扣期間大宗囤貨的轉售人員”。

## 歷史
1998年，Sephora在美國境內的首個門店於紐約開業。2004年，落址多倫多的第一家加拿大Sephora鋪面開始營業。目前Sephora在北美地區的門店已逾360家,持有品牌數目超過200，經營範圍囊括化妝品、護膚、美體、香氛、彩妝及護髮劑。 
Sephora分別自1999年與2003年起向美國和加拿大客戶提供線上購物途徑。截至2013年，Sephora在全世界30個國家中已擁有1700家以上的店鋪，年創收40億美元（數據出自福布斯）。截至2013年9月，位於法國巴黎香榭麗舍街道（Champs Élysées）的Sephora門店每年所吸引的人流量已逾600萬人次。
2000年，Sephora斥資“六位數金額”購得在线化妆品、饰品和珠宝零售商eve.com名下的部分資產。
2010年，Sephora被女裝日報（Women's Wear Daily）評為年度專業零售商。
2014年1月1日，Calvin McDonald接任David Sulitean出任美國Sephora首席執行官一職，Sulitean繼而進入一家LVMH旗下的風投企業Kendo Brand擔任同等職位。
2019年4月1日，品牌相隔10年重臨香港，以月租200萬預租中環國際金融中心商場—個面積約4,000餘平方呎的舖位。

## 訂閱服務
2015年8月，Sephora宣布推出Play! By Sephora服務，每月向顧客寄送一個價值10美元、由五件產品組成的禮盒。產品內容包括護膚、美妝或美髮產品中樣。禮盒產品是根據用戶個人資料檔案有所針對性的選出。新服務9月在波士頓、哥倫布和辛辛那提試行。2016年，訂閱服務正式在美國各州進行。直到2018年，訂閱服務只在美國提供。

## 品牌
Sephora销售包括NARS, Make Up For Ever, Urban Decay, Sunday Riley Skincare, Tatcha Aburatorigami,, Too Faced Cosmetics等在內、總數超過百位的美妝品牌。Sephora亦有自己的化妝、 護膚、 美容工具和配件。此系列的包裝上均印有Sephora以黑色為背景的細長火焰徽標。
2013年，Sephora的香水系列Mary-Kate, Ashley Olsen及化妝系列產品Marc Jacobs首次亮相。

## 外部連結
- Sephora.com（页面存档备份，存于） Sephora International[1]

1. ↑  .   [10 September 2015]. （原始内容存档于2016-04-15）.